# Mordlau
Mordlau ist ein Gemeindeteil des Marktes Bad Steben im Landkreis Hof (Oberfranken, Bayern). Mordlau liegt in der Gemarkung Thierbach.

## Geografie
Nordwestlich der Einöde befindet sich das Geotop Pingenfeld. Ein Anliegerweg führt 450 Meter südwestlich zur Kreisstraße HO 29 bei Schöne Aussicht bzw. 200 Meter östlich zur HO 29.

## Geschichte
Das Mordlauer Bergbaurevier bzw. der Mordlauer Zug soll schon vor 600 Jahren bekannt und betrieben worden sein. Die „Mordla“ wurde auch „Mordfleck“ und nach alten Kirchenbüchern „Mordlachen“ genannt. Es gab zwei Zechenhäuser, in denen Eisenerz gefördert wurde. Das Mordlauer Bergbaurevier war lange Zeit eines der ergiebigsten im Frankenwald.
Mordlau gehörte zur Realgemeinde Untersteben. Gegen Ende des 18. Jahrhunderts bestand Mordlau aus einem Anwesen. Die Hochgerichtsbarkeit sowie die Grundherrschaft über das Gut hatte das bayreuthische Kasten- und Richteramt Lichtenberg.
Von 1797 bis 1810 unterstand Mordlau dem Justiz- und Kammeramt Naila. Infolge des Ersten Gemeindeedikts wurde Mordlau dem 1812 gebildeten Steuerdistrikt Untersteben und der zugleich entstandenen die Ruralgemeinde Untersteben zugewiesen (ab 1898 Steben und ab 1925 Bad Steben genannt).

### Einwohnerentwicklung
| Jahr      | 1819  | 1861   | 1871   | 1885   | 1900   | 1925   | 1950   | 1961   | 1970   | 1987   | 2013 |
| Einwohner | 9     | 5      | 19     | 11     | 14     | 7      | 8      | 9      | 8      | 8      | 4    |
| Häuser    |       |        |        | 2      | 2      | 2      | 2      | 2      |        | 2      |      |
| Quelle    | [ 7 ] | [ 11 ] | [ 12 ] | [ 13 ] | [ 14 ] | [ 15 ] | [ 16 ] | [ 17 ] | [ 18 ] | [ 19 ] |      |

## Religion
Mordlau ist evangelisch-lutherisch geprägt und bis heute nach St. Walburga (Untersteben) gepfarrt (seit 1910 ist die Lutherkirche (Bad Steben) die Hauptkirche).

## Tourismus
Die Umgebung der oberen, mittleren und unteren Mordlau ist von der malerischen Landschaft des Naturparks Frankenwald geprägt, dem 2015 vom Deutschen Wanderverband das Siegel „Qualitätsregion Wanderbares Deutschland“ verliehen wurde. 
Ehemals galt das Café- und Landhotel Mordlau, als Ausgangspunkt zu dem über 3500 km langen Netz von markierten Wanderwegen. Das nahegelegene Höllental, das Grüne Band und die Krötenmühle sind beliebte Ausflugsziele für Naturfreunde an der ehemals deutsch-deutschen Grenze.

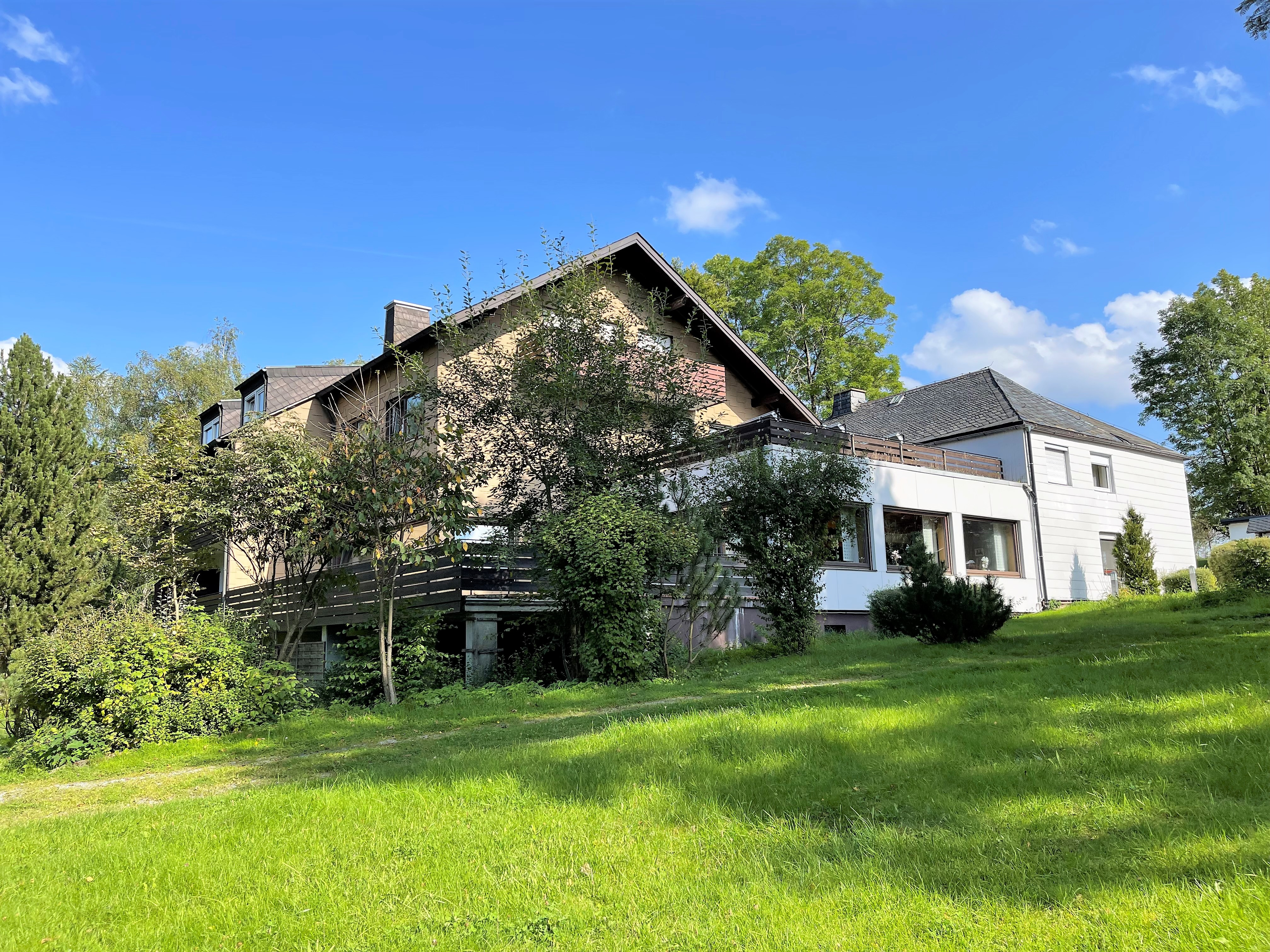
Gartenansicht

2022 wurde das Landhotel verkauft und das Cafe geschlossen. Das Gebäude wird nun nach Modernisierungs- und Umbauarbeiten als Unsereins Seminarhotel weiter betrieben. Das Unsereins nutzt die Alleinlage in 624 m Höhe üNN für Auszeit- und Seminartourismus.

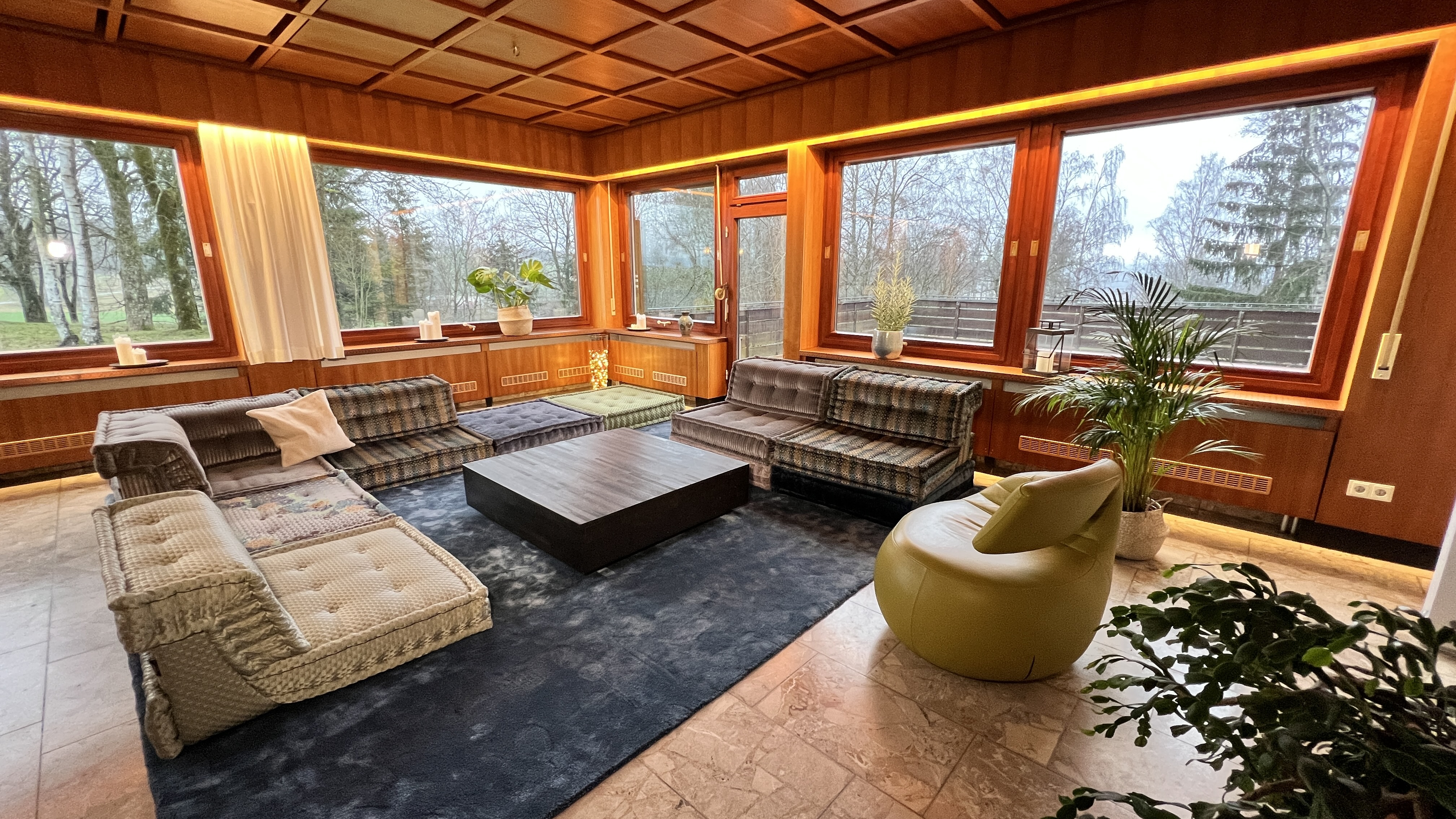
Sofalounge des jetzigen Seminarhotel Unsereins

Es existiert eine Sage von einem Berggeist.
Der geologisch-bergbaukundliche Wanderweg informiert an 17 Stationen über die Geschichte des Bergbaus. Er führt im angrenzenden Waldgebiet zu Pingen und verfüllten Stollenmundlöchern. Alexander von Humboldt hat hier gewirkt, Informationen hält der Friedrich-Wilhelm-Stollen bereit. Die Bergbautätigkeiten bei der Mordlau wurden von Johann Theodor Benjamin Helfrecht 1797 in der Beschreibung der Landeshauptmannschaft Hof skizziert. 